# Francesc Frutos i Gras
Francesc Frutos i Gras (Calella, el Maresme, 25 de gener  de 1939 - Barcelona, 26 de juliol de 2020) fou un polític català que va exercir de secretari general del Partit Comunista d'Espanya (PCE) del 1998 fins al 2009.

## Biografia
Fill de pagesos, va treballar al camp fins als 25 anys, després com a obrer metal·lúrgic i auxiliar de laboratori,. Va començar a la política com a sindicalista, a Safa, fàbrica tèxtil de Blanes. Durant el franquisme va patir diverses detencions. Va contribuir a organitzar el sindicat Comissions Obreres (CCOO), aleshores clandestí. El 1963 va entrar al Partit Socialista Unificat de Catalunya (PSUC). Amb lloc a la direcció de CCOO, va participar en l'Assemblea de Catalunya i a les primeres eleccions al Parlament de Catalunya el 1980, essent elegit diputat pel PSUC. El 1981 va ser, durant poc temps, secretari general del PSUC. A començaments dels anys vuitanta, es va veure embolicat en els problemes interns d'aquest partit i va traslladar la seva activitat política a Madrid, amb Gerardo Iglesias, secretari general del PCE.
Després que Julio Anguita el superés en l'elecció per a coordinador general d'Esquerra Unida (IU), va exercir diversos càrrecs en la direcció de la coalició i va ser número dos en les eleccions generals espanyoles de 1996. El desembre de 1998, va succeir Anguita en la secretaria general del PCE i, després de la malaltia d'aquell, el gener de 2000, va ser designat per IU per a ocupar la candidatura a la presidència del govern a les eleccions generals espanyoles de l'any 2000. Va ser protagonista de l'acord signat per aquests comicis amb el PSOE i del greu daltabaix electoral d'IU, que va perdre la meitat del seu electorat i 13 diputats. Aquell mateix any, en la VI Assemblea Federal d'IU, va ser escollit com a coordinador general de la coalició Gaspar Llamazares (que havia obtingut acta de diputat per Astúries a les eleccions generals) per un estret marge, conjuminant els vots de diversos corrents d'IU crítics amb la direcció sortint.
El 2002 va ser novament escollit secretari general del PCE. No participà en les eleccions generals espanyoles de 2004. El juny de 2005 va ser reelegit secretari general del PCE, encara que va delegar diverses de les seves responsabilitats al nou president Felipe Alcaraz.
El maig de 2008 va anunciar que, després de deu anys al capdavant de la secretaria general del PCE, se sentia «cansat» i que no seria candidat a la reelecció al següent Congrés del PCE, on seria substituït per José Luis Centella.
En els darrers anys, Frutos es va oposar a la independència de Catalunya i al referèndum de l'1 d'octubre i va participar en diverses manifestacions i actes en aquest sentit. L'octubre de 2014 signà un manifest en contra del dret a l'autodeterminació, i el 2017, va intervenir amb un discurs irat a la marxa unionista convocada a Barcelona per Societat Civil Catalana, També va abanderar la creació d'Izquierda en Positivo, un partit autodefinit com «d'esquerres i no nacionalista» que a les eleccions generals espanyoles de novembre de 2019 va ser el partit menys votat a Catalunya, amb un 0.05% dels vots emesos. Paco Frutos va morir el 26 de juliol de 2020 a l'edat de vuitanta anys.

## Obres
- El comunismo contado con sencillez, Maeva, Madrid, 2003.
- La experiencia dialéctica del Secretario General del Partido Comunista de España: Discursos de Francisco Frutos Gras. A Nuestra Bandera, nº 221, vol III, 2009